# Yomiuri Giants

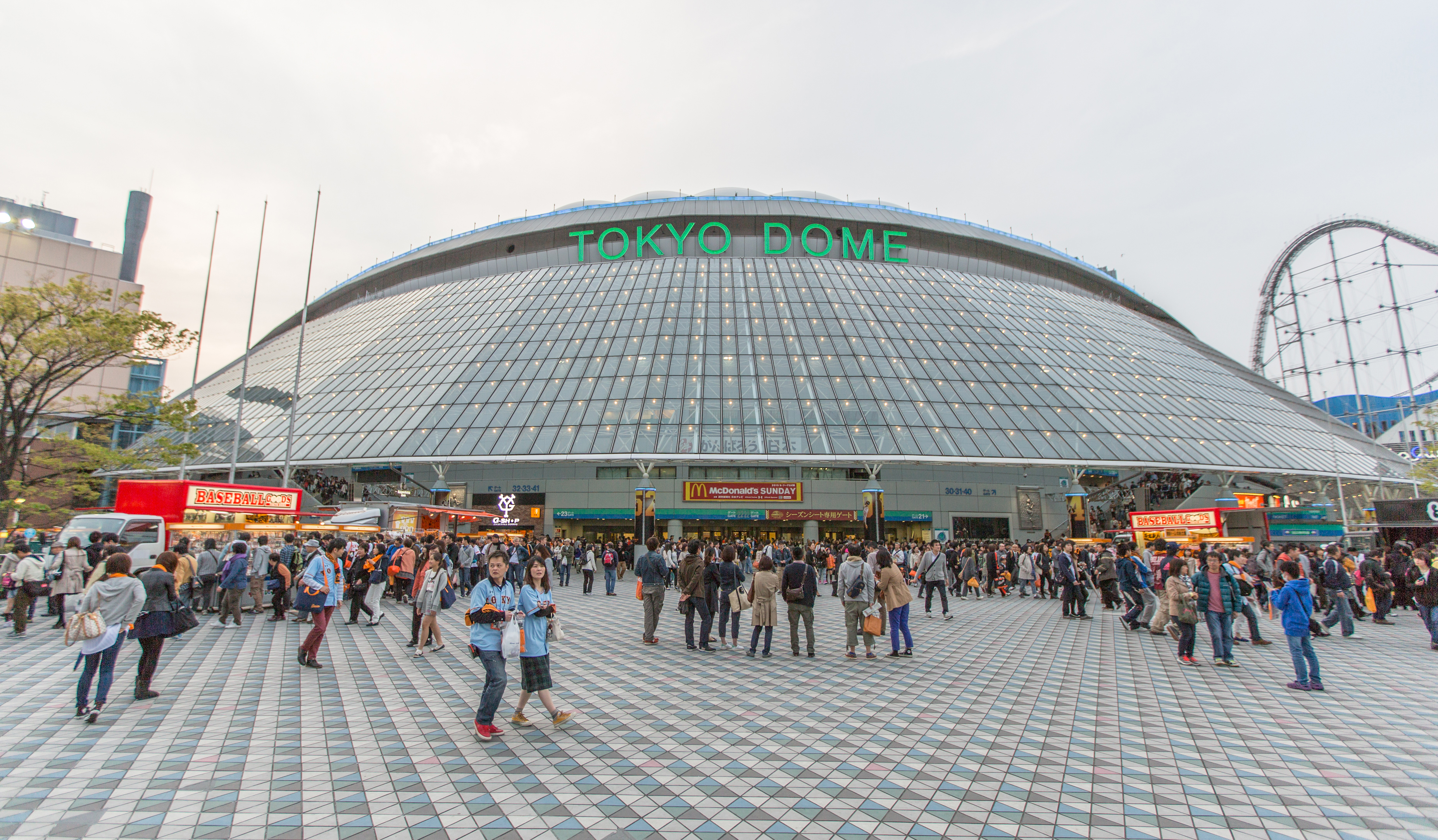
Tokyo Dome, estadio de los Giants.

Yomiuri Giants (en japonés 読売ジャイアンツ Yomiuri Jaiantsu) es un equipo de béisbol profesional japonés con sede en la ciudad de Tokio. Fue el primer equipo profesional en Japón al fundarse en 1934, juega en la Liga Japonesa de Béisbol Profesional encuadrado en la Liga Central y disputa sus partidos como local en el Tokyo Dome.
El equipo, que en la actualidad pertenece al grupo editor del diario Yomiuri Shimbun, es el más laureado del campeonato japonés con 33 campeonatos de Liga y 22 Series de Japón.

## Historia de la franquicia

### Inicios
En 1934 la empresa Yomiuri Shimbun crea el equipo de béisbol profesional Dai-Nippon Tōkyō Yakyū Club, que además fue uno de los equipos fundadores de la Liga Japonesa Profesional, antecedente de la NPB. De 1936 a 1946 los Tōkyō Kyojingun ("Giants" o Gigantes en japonés) consiguieron dominar el campeonato con nueve títulos. Destacó la aportación del pitcher Eiji Sawamura, considerado como una de las primeras leyendas del béisbol japonés desde finales de los años 1930 hasta comienzos de los años 1940. El jugador, que murió en combate en la Segunda Guerra Mundial en 1944, estuvo acompañado en la plantilla por el bateador ruso-japonés Victor Starffin.
Al término de la Guerra, Hideo Fujimoto pasó a liderar el equipo y en 1947 el club pasa a llamarse Tokyo Yomiuri Giants. Los propietarios invirtieron ingentes cantidades para tratar de atraer a los mejores jugadores, y los Giants fueron uno de los impulsores de la reestructuración del campeonato en la actual Liga Japonesa de Béisbol Profesional.

### Dominio en la década de 1950 y 1960
Yomiuri quedó encuadrado en la Liga Central. Durante los primeros años de campeonato los Giants fueron los principales dominadores del béisbol japonés, consiguiendo ganar todas las ligas de la década de 1950 (salvo 1950 y 1954) y las Series de Japón de 1951, 1952, 1953 y 1955. En esa plantilla destacaron el exjugador de fútbol americano reconvertido a bateador Wally Yonamine, el pitcher Takehiko Bessho y Takumi Otomo. También destacaría en la plantilla Shigeo Nagashima, tercera base que años más tarde fue apodado como "Mr. Giants" por su actuación ante el eterno rival, los Hanshin Tigers, en el primer partido presenciado por el Emperador Hirohito.
Durante los años 1950 y 1960 el Yomiuri Shimbun se encargó de dar una gran cobertura al equipo, y cuando la empresa consiguió poseer una cadena de televisión (YTV, afiliada a Nippon TV) el grupo comenzó a emitir partidos del equipo. Sumado al dominio de los Giants durante esa década, con 7 Ligas y 7 Series (1961, 1963, 1965, 1966, 1967, 1968 y 1969) la franquicia pasó a aglutinar una fuerte base de aficionados por todo el país y ser apodado en aquellos años como el Equipo de Japón.
Desde 1965 hasta 1973 Yomiuri ganó 9 Ligas y Series consecutivas, dirigidos por Tetsuharu Kawakimi. En aquel equipo destacaron como jugadores el primera base Sadaharu Oh, que logró el récord de home run de 1962 a 1974 con un estilo peculiar de bateo manteniendo el equilibrio a un pie, y Shigeo Nagashima. Oh consiguió proclamarse jugador más valioso durante ocho temporadas.

### Década de 1970 y 1980
El equipo se vio seriamente afectado por la retirada de Nagashima, que pasó a ser el entrenador. En su primera temporada no pudo conseguir otra cosa que una última posición, la primera en la historia de los Giants, con un récord negativo de 47-76. Nagashima se disculpó públicamente y continuó en un equipo que no pudo más que ganar la Liga Central en 1976 y 1977, destacando tan solo la marca de home runs de Oh en toda su carrera. Nagashima se vio forzado a dimitir y Yomiuri realizó una reestructuración del club tras la retirada de Sadaharu Oh tras 21 años de carrera.
En los años 1980 los Giants volvieron a formar un equipo competente con el fichaje de varias estrellas y jugadores jóvenes procedentes de las ligas escolares, de los que Yomiuri solía asegurarse a los mejores. El jugador de la Universidad de Hosei Suguru Egawa (escogido en 1977 por los Lions) mostró su rechazo de jugar en cualquier equipo que no fuera Yomiuri Giants, por los que terminó fichando en 1978. A pesar de que el contrato fue considerado en principio por la NPB como ilegal, los propietarios de la franquicia amenazaron con abandonar la Liga Central y formar su propio circuito de béisbol si no se permitía su fichaje. Debido a la posición de Yomiuri y el equipo en el béisbol del país, se permitió al final la contratación.
Los Giants consiguieron la Liga Central en 1981, 1983, 1987 y 1989, y las Series de 1981 y 1989. Durante ese tiempo estuvieron liderados por Egawa, Tatsunori Hara y Warren Cromartie como bateadores, y Masaki Saito, Masumi Kutawa y Hiromi Makihara como pitchers destacados. El campeonato contó con el dominio de otros equipos como Seibu Lions, Chunichi Dragons o Hiroshima Toyo Carp y la llegada de Oh como entrenador (1984-1988) no solucionó la situación, ya que fue criticado por su falta de autoridad. El nuevo mánager, Motoshi Fujita, consiguió el título en 1989.

### Desde la década de 1990
En 1993, tras varios años sin conseguir títulos, la directiva de la franquicia volvió a llamar a Nagashima como técnico. Bajo sus primeros años consiguió la Liga de 1994 y 1996, y la Serie de Japón en 1994 con jugadores como Hideki Matsui. Tras caer en la final de 1996 ante Orix BlueWave, los propietarios anunciaron una fuerte renovación con fichajes como Katsumi Hirosawa, Hiroo Ishii y Kazuhiro Kiyohara. Pero la falta de organización, mala defensa y errores tácticos de Nagashima hicieron que el equipo rindiese por debajo de lo esperado. Tras vencer en 2000 Liga y Serie, Nagashima abandonó el equipo en 2001 para dirigir al combinado nacional.
En 2002 los Giants pasaron a ser dirigidos por Tatsunori Hara, que consiguió en su primer año la Liga y Serie, y sufre la marcha de Matsui a los New York Yankees. La franquicia consiguió también, bajo su dirección, la victoria de Liga Central en 2007, 2008 y 2009.

## Curiosidades
- Los colores, nombre y equipación están inspiradas en los San Francisco Giants, cuando éstos eran los New York Giants.
- Sus rivales directos son los Hanshin Tigers, muy populares en la Región de Kinki.

## Estadio

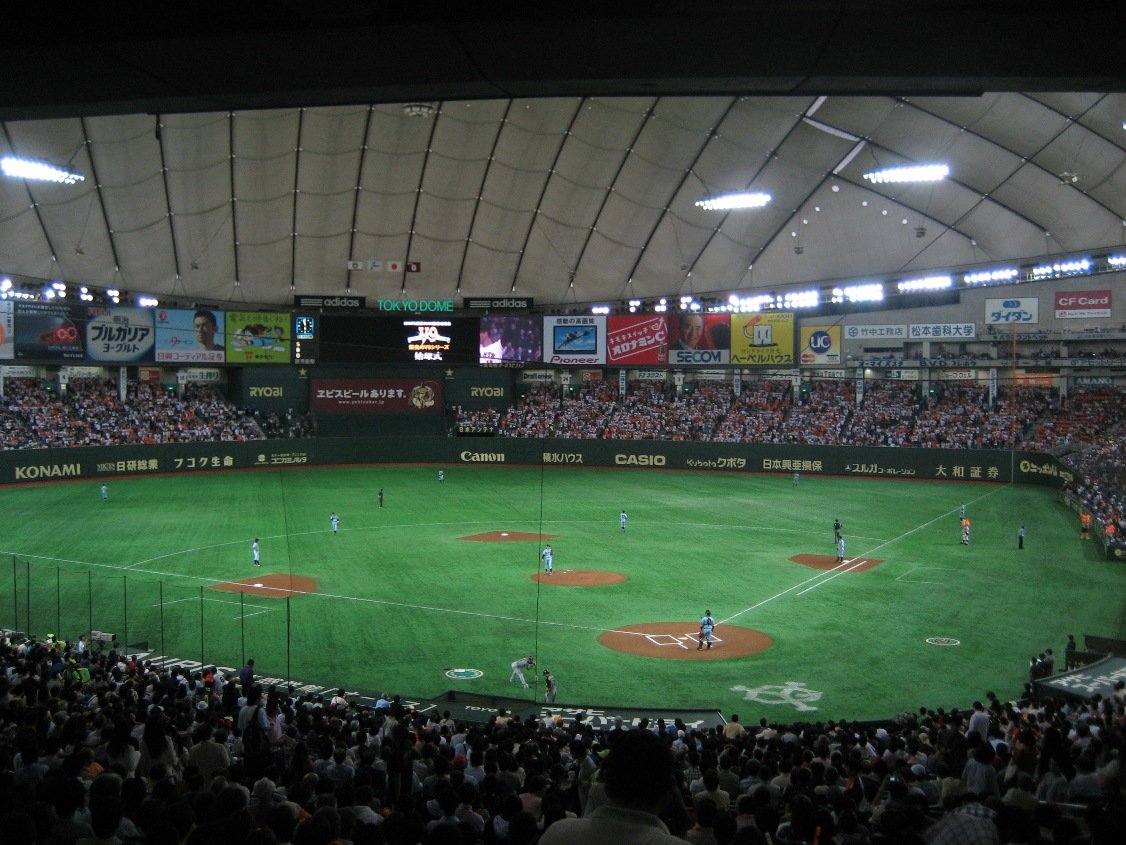
Interior del Tokyo Dome.

Yomiuri Giants disputa sus partidos como local en el Tokyo Dome, un recinto multiusos que alberga 55.000 localidades para partidos de béisbol. Este campo fue inaugurado en 1988, se ubica en Bunkyo y está concebido como recinto multiusos. El campo de béisbol está completamente cubierto, siendo el más grande del mundo en su característica, y posee hierba artificial.
Tokyo Dome se asienta sobre los terrenos del anterior campo, el Estadio Kōrakuen, y alberga también un parque temático en el exterior llamado Tokyo Dome City. Desde el año 2004 es un campo exclusivo de los Giants en la NPB, ya que el anterior equipo con el que lo compartía, Nippon Ham Fighters, se desplazó a Hokkaidō.

## Plantilla

### Entrenador actual
- 88  Tatsunori Hara (原 辰徳)

### Jugadores
| - 2 Michihiro Ogasawara (小笠原 道大) - 3B - 5 Álex Ramírez - OF - 6 Hayato Sakamoto (坂本勇人) - SS - 7 Tomohiro Nioka (二岡 智宏) - SS - 8 Leslie Anderson - OF - 9 Takayuki Shimizu (清水 隆行) - OF - 10 Shinnosuke Abe (阿部 慎之助) - C - 11 Yuya Kubo (久保 裕也) - P - 13 Masanori Hayashi (林 昌範) - P - 17 Chien-Ming Chiang (姜 建銘) - P |  | - 19 Koji Uehara (上原 浩治) - P - 21 Hisanori Takahashi (高橋 尚成) - P - 24 Frederich Cepeda - OF - 25 Lee Seung-Yeop (李 承燁) -1B - 26 Tetsuya Utsumi (內海 哲也) - P - 29 Yukinaga Maeda (前田 幸長) - P - 31 Adrian Burnside - P - 33 Takahiko Nomaguchi (野間口 貴彥) - P - 41 Jonathan Albaladejo - P |

### Jugadores históricos

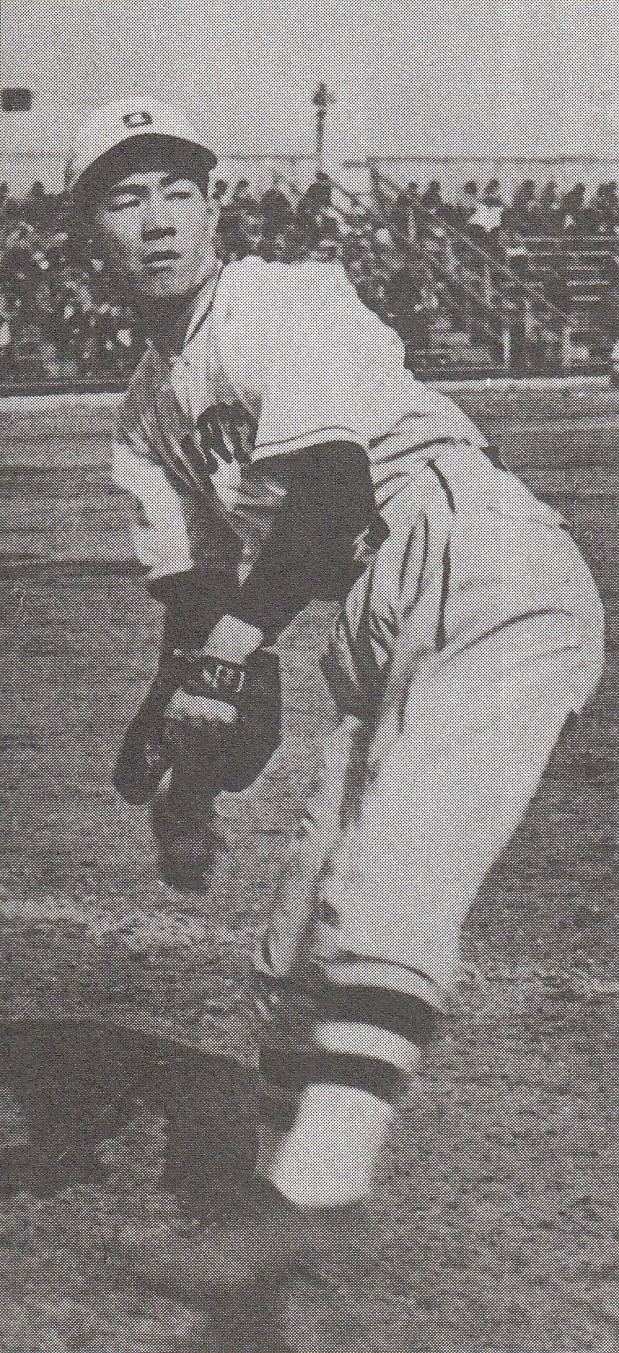
Eiji Sawamura

| - Jesse Barfield - OF - Phil Bradley - Keith Comstock - Warren Cromartie - OF - Mariano Duncan - Suguru Egawa (江川 卓) - Balvino Gálvez - Dan Gladden - Gary Glover - P - Geremi González - P - Luis A. González - 2B - Bill Gullickson - P - Isao Harimoto (張本 勲) - Tatsuro Hirooka (広岡 達郎) |  | - Damon Hollins - OF - Tsuneo Horiuchi (堀内 恒夫) - Gabe Kapler - 3B - Masumi Kuwata (桑田 真澄) - P - Tetsuharu Kawakami (川上 哲治) - Kazuhiro Kiyohara(清原 和博) - Norihiro Komada (駒田 徳広) - Davey Johnson - Mánager - Chris Latham - Shane Mack - Hiromi Makihara (槙原 寛己) - Hideki Matsui (松井 秀喜) - Shigeo Nagashima (長嶋 茂雄) - Kiyoshi Nakahata (中畑 清) |  | - Hiromitsu Ochiai (落合 博満) - Hideki Okajima (岡島 秀樹) - Sadaharu Oh (王 貞治) - Roberto Petagine - Jeremy Powell - Tuffy Rhodes - Masaki Saito (斎藤 雅樹) - Eiji Sawamura (沢村 栄治) Archivado el 11 de noviembre de 2020 en Wayback Machine., Archivado el 17 de marzo de 2005 en Wayback Machine. - Kazunori Shinozuka (篠塚 和典) - Reggie Smith - Victor Starffin - John Wasdin - Roy White - Clyde Wright - Wally Kaname Yonamine (与那嶺 要) |

### Números retirados
- 1  Sadaharu Oh (王 貞治)
- 3  Shigeo Nagashima (長嶋 茂雄)
- 4  Toshio Kurosawa (黒沢 俊夫)
- 14  Eiji Sawamura (沢村 栄治)
- 16  Tetsuharu Kawakami (川上 哲治)
- 34 Masaichi Kaneda (金田 正一)

## Palmarés

### Títulos Obtenidos
- Liga Japonesa de Béisbol: 9 (1936-Otoño-· 1937-Primavera-· 1938-Otoño-· 1939· 1940· 1941· 1942· 1943· 1949)

- Liga Central: 38 (1951· 1952· 1953· 1955· 1956· 1957· 1958· 1959· 1961· 1963· 1965· 1966· 1967· 1968· 1969· 1970· 1971· 1972· 1973· 1976· 1977· 1981· 1983· 1987· 1989· 1990· 1994· 1996· 2000· 2002· 2007· 2008· 2009· 2012· 2013· 2014· 2019· 2020)

- Serie de Japón: 22 (1951· 1952· 1953· 1955· 1961· 1963· 1965· 1966· 1967· 1968· 1969· 1970· 1971· 1972· 1973· 1981· 1989· 1994· 2000· 2002· 2009· 2012)

- Serie de Asia Copa Konami: 2 (2009· 2012)